# Алая-віджняна
Ала́я-віджня́на (санскр. ālaya — дім, житло (сховище); vijñāna — пізнання) — «закумульована свідомість», «корінна свідомість» (мула-віджняна); поняття буддійської філософської школи йогачара, або віджнянавада, що означає універсальну першооснову розуму, свідомості (віджняни), отже, відповідно до суб'єктивно-ідеалістичної доктрин даної школи (читта-матра, «тільки розум»), — і всій реальності в цілому, в тому числі так званих
«зовнішніх» об'єктів. Алая-віджняна як єдиний першовиток свідомості та ілюзорного «зовнішнього» світу може бути порівняна з Атманом, однак, на відміну від нього, вона не є незміненим абсолютом, але, скоріш за все, подібна до вічно мінливого потоку станів.
Алая-віджняна представляє собою сховище («скарбницю») частинок, або «насінин» (біджа), що виникають як «відбитки» попереднього досвіду і перетворюються під дією карми в інші сім видів віджняни, тобто в п'ять чуттєвих сприймань, розумова свідомість (мановіджняну) і помилкова свідомість «его» (кліштамановіджняну). Ці види свідомості конструюють «реальність» феноменального індивіда, його безпочаткове і нескінченне переродження, в якому неможливо визначити, чи є первинним сприйняття алая-віджняни «відбитків» (Васан) або первинно їх проектування «зовні». При цьому, з одного боку, алая-віджняна «своя» для кожної істоти, з іншого боку, її природа загальна для всіх індивідів. Після досягнення стану бодгі (пробудження) «насіння» не зникають, але припиняється їх трансформація в кармічні наслідки.
Концепція алая-віджняна, часто ідентифікована з розумом-читтою, має досить широкий і невизначений характер, коливаючись від ототожнення алая-віджняни з вищої істинної реальності, званої
татгата, до розуміння її як сукупності всіх психічних проявів, «потоку свідомості».